# Таррасу (кантон)
Таррасу́ (исп. Tarrazú) — кантон в провинции Сан-Хосе Коста-Рики.

## География
Находится в центральной части провинции. Граничит на юге с провинцией Пунтаренас. Административный центр — Сан-Маркос.

## Округа
Кантон разделён на 3 округа:
1. Сан-Маркос
2. Сан-Лоренсо
3. Сан-Карлос